# Arnes (ime)
Arnes je moško osebno ime.

## Izvor imena
Ime Arnes je različica moškega osebnega imena Arnold.

## Pogostost imena
Po podatkih Statističnega urada Republike Slovenije je bilo na dan 31. decembra 2007 v Sloveniji število moških oseb z imenom Arnes: 56.

## Osebni praznik
Osebe z imenom Arnes lahko godujejo takrat kot osebe z imenom Arnold.